# Dave Boyes
Dave Boyes, né le 26 août 1964 à St. Catharines, est un rameur d'aviron canadien. 

## Carrière
Dave Boyes participe aux Jeux olympiques d'été de 1996 à Atlanta et remporte la médaille d'argent en quatre sans barreur poids légers avec son coéquipier Jeffrey Lay, Brian Peaker et Gavin Hassett.